# Družina pehotnih bojnih vozil Bradley
Družina pehotnih bojnih vozil Bradley (angleško Bradley Armored Fighting Vehicle (Family); kratica BAFV(F)) je skupina pehotnih bojnih vozil, ki je bila uvedena v Kopensko vojsko ZDA leta 1981 z namenom zamenjati zastarele M113. Osnovni model, M2 Bradley, je bil zasnovan kot kombinacija oklepnega transporterja in protitankovskega lovca. Poimenovan je po ameriškemu generalu druge svetovne vojne, Omarju Nelsonu Bradleyju.

## Osnovni model M2

### Zasnova
M2 Bradley je bil zasnovan kot ameriški odgovor na sovjetski BMP-1 in kot kombinacija oklepnega transporterja in protitankovskega lovca. Bil je tudi namenjen kot zamenjava za M113, saj le-ti niso mogli dohajati hitrejših tankov M1 Abrams. Tako so M2 Bradleyji namenjeni, da spremljajo M1 Abramse v sodobnem hitrem oklepnem bojevanju in jih tako zagotavljajo pehotno podporo.
Oklep vozila je sestavljen iz varjenih aluminijastih plošč, ki so na kritičnih predelih okrepljene s laminatnim oklepom. Različice M2A2 in novejše so poleg tega opremljene z pasivnim in ERA oklepom.
Tako lahko M2 Bradley sprejme oddelek 6 vojakov, katere nato prevaža po bojišču, dokler se ne prikaže potreba po uporabi pehote. V času transporta lahko vojaki izvajajo dodatno ognjeno podporo.
Za samoobrambo je M2 Bradley oborožen z 7,62 mm sovprežnim mitraljezom M240C in 25 mm verižnim topom M242 Bushmaster; le-ta lahko izstreli 200 granat na munuto in je natančen na 2,5 km. Za uničevanje oklepnih vozil je vozilo opremljeno z dvojnim lanserjem protioklepnih izstrelkov sistema TOW II. V prvotno različici (M2A1) je bilo vozilo opremljeno tudi s šestimi odprtinami za avtomatske puške M231, s katerimi so bile oborožene posadka oz. transportirani vojaki. V različicah M2A2 in novejših so zmanjšali število odprtin na 2 in sicer na tisti dve, ki sta usmerjeni nazaj. Celotna količina streliva v posameznem vozilu je naslednja: 900 granat 25 mm (300 pripravljenih, 600 vskladiščenih), 2.200 nabojev 7,62 mm (800 pripravljenih, 1.400 vskladiščenih), 7 izstrelkov TOW (2 pripravljena, 7 vskladiščenih) in 4.200 (M2A0/A1) oz. 2.520 (M2A2/A3) vskladiščenih nabojev 5,56 mm.

### Različice
M2
Začetna različica je vstopila v serijsko proizvodnjo leta 1982. Imela je 500 KM motor in ročni menjalnik. Poleg tega je imela serijsko vgrajen namerilni sistem za M242 in termični opazovalni sistem. Različica je bila popolno amfibicijska z uporabo Swim Barrier (plavalna ograda) in bila tudi zračnotransporta (C-141 in C-5). Danes ni več nobene te različice v uporabi, saj so bile vsa vozila nadgrajena.
M2A1
M2A1 je vstopila v serijsko proizvodnjo leta 1986 kot izboljšana različica M2. Vozilo je dobilo izboljšani TOW II lansirni sistem, RKBO sistem GPFU in samodejni gasilski sistem. Od leta 1992 poteka modernizacija te različice v sodobnejše.
M2A2
M2A2 je vstopila v serijsko proizvodnjo leta 1988 z močnejšim (600 KM) motorjem, avtomatskim menjalnikom in izboljšanim oklepom (pasivni oklep in ERA). Reorganiziran je bil tudi prostor za skladiščenje streliva. To različico je možno zračno transportirati s C-17. Ta različica je zastarela in trenutno poteka nadgradnja v izboljšane različice.
M2A2 ODS/ODS-E
M2A2 Operation Desert Storm/Operation Desert Storm-Engineer so izboljšane različice M2 Bradleyja, ki so bile uvedene z izboljšavami, ki so bile predlagane po koncu zalivske vojne. Tako so vozila dobila okovarni laserski daljninomer (ELRF), taktični navigacijski sistem (TACNAV), natančni lahki GPS sprejemnik (PLGR), digitalni kompasni sistem (DCS), protiraketni obrambni sistem in bojiščni poveljniški informacijski sistem FBCB2. Ponovno so izboljšali skladišče za strelivo in voznik je dobil lastni termični opazovalni sistem-
M2A3
M2A3 je bil uveden leta 2000 z namenom popolne digitalizacije notranje opreme in posodobitvijo že obstoječe elektronske opreme. Izboljšali so tako pasivni kot reaktivni oklep, gasilski sistem in RKBO sistem.

### Bojna uporaba
Med zalivsko vojno so M2 Bradleyji uničili več iraških oklepnikov kot tanki M1 Abrams; skupaj so izgubili 20 Bradleyjev, 3 v boju in 17 v prijateljskem ognju. Da bi preprečili nadaljnje prijateljske izgube, so Bradleyje naknadno opremili z infrardečimi indentifikacijskimi ploščami in boljšimi pozicijskimi sistemi.
Med operacijo Iraška svoboda so se Bradleyji slabo izkazali, saj so se povečale izgube. Razlog je, da večina vozil ni bila uničena, ampak tako poškodovana, da so jih morali za dalj časa izvzeti iz uporabe in poslati v popravilo. Tako so se za najbolj kritične izkazale gosenice in napake v delovanju motorja.

### Uporabniki
- Saudova Arabija - 400
- Združene države Amerike - 6.720

## Različica M3
M3 Bradley (tudi M3 Cavalry Fighting Vehicle, kratica M3 CFV) je izvidniški model družine pehotnih bojnih vozil Bradley, ki je bil leta 1981 uveden kot nadomestilo za M113 AVAC.

## Bradley Stinger Fighting Vehicle
Bradley Stinger Fighting Vehicle je model, ki je namenjen transportu posadk s protiletalskim orožjem FIM-92 Stinger, ročnega protioklepnega raketnega orožja.

## M6 Linebacker
M6 Linebacker je zračnoobrambni model družine pehotnih bojnih vozil Bradley. Glavna razlika med tem in osnovnim modelom, M2 Bradley, je v zamenjavi raketnega orožja. Medtem ko ima M2 dvocevni lanser protioklepnih raket TOW, ima M6 štiricevni lanser protiletalskih raket Stinger.

## M7 Bradley Fire Support Team
M7 Bradley Fire Support Team je model, ki je bil uveden v Kopensko vojsko ZDA kot nadomestilo za zastarela vozila, namenjena za zagotavljanje in usmerjenje ognjene podpore.